# Kees Dunselman
Cornelis Albertus (Kees) Dunselman (Den Helder, 11 oktober 1877 – Amsterdam, 14 maart 1937) was een Nederlands kunstschilder.

## Leven en werk
Dunselman werd opgeleid aan de Rijksschool voor Kunstnijverheid en de Rijksacademie te Amsterdam. Zijn grote voorbeeld was zijn vijftien jaar oudere broer, de kerkschilder Jan Dunselman. Later zouden zij nauw samenwerken. Hij heeft altijd enigszins in de schaduw van Jan gestaan. Zo werd hij pas in 1906 lid van de Katholieke Kunstkring De Violier, waarvan Jan een van de oprichters was. Verder was hij lid van Arti et Amicitiae en van het AKKV. Werk van Kees Dunselman en van zijn broer Jan (ontwerptekeningen voor kerkinterieurs, modeltekeningen, glasnegatieven met foto's van het atelier en een manuscript Verklaring der kerkversiering), is ondergebracht bij het Katholiek Dokumentatie Centrum (KDC) van de Radboud Universiteit te Nijmegen.
In 1929-1930 verzorgde hij samen met Jan Dunselman de muurschilderingen in de Sint Laurentius en Elisabeth Kathedraal in Rotterdam. In 1964 werden de schilderingen deels verwijderd en overgeschilderd, maar in 2017 werden de oorspronkelijke schilderingen hersteld.
In 1932, toen Dunselman zijn zilveren huwelijksfeest vierde in de Obrechtkerk in Amsterdam, kreeg hij uit handen van mgr. J.Olav Smit, kanunnik van St. Pieter te Rome, een hoge pauselijk onderscheiding uitgereikt, die van Ridder in de Orde van Sint-Gregorius de Grote.

## Kruiswegstaties - muurschilderingen
Een selectie:
- Amsterdam: Obrechtkerk (O.L.Vrouwe van de Allerheiligste Rozenkrans)
- Amsterdam:  De Liefde (afgebroken)
- Den Haag: Onze Lieve Vrouwe ten Hemelopneming
- Lisse: Sint Agatha
- Noordwijk: Sint Jeroenskerk
- Nes a/d Amstel: Sint Urbanuskerk
- Rotterdam, Sint Laurentius en Elisabeth Kathedraal
- Zeist: Sint Josephkerk
- De Zilk: Heilig Hart van Jesuskerk